# Murcia ruber
Murcia ruber är en kvalsterart som först beskrevs av Giovanni Canestrini och Fanzago 1877.  Murcia ruber ingår i släktet Murcia och familjen Ceratozetidae. Inga underarter finns listade i Catalogue of Life.